# Parque El Cochuna
El Parque El Cochuna es un área natural situada en el departamento Chicligasta, provincia de Tucumán, Argentina correspondiente a la región de las yungas en torno aproximadamente a la posición.

El lugar es conocido como Parque Provincial, sin embargo, hasta finales del 2015 no había adquirido ese estatus.
La principal vía de acceso es la ruta nacional 65, dado que la zona se encuentra a poca distancia hacia el oeste de la localidad de Alpachiri.

## Historia
El Poder Ejecutivo de Tucumán determinó la creación del parque provincial en el año 1965 mediante la ley provincial n.º 3363 que definía el área protegida estableciendo los límites del parque: 

... al Oeste, las altas cumbres de los nevados del Aconquija, que se extienden desde las cumbres del Clavillo de los Cerrillos, de  5.500 metros, tocando los cerros El Tesoro, 5.500 metros, Tipilla de los Cerrillos, de 5.400 metros, y Laguna Verde, de cinco mil cien metros, al norte, una línea que  corresponde al curso del río  Solco, naciente norte hasta una intersección con la cota de 1.000 metros, sobre  el nivel del mar; al sur ríos Bolsón y Cochuna hasta la intersección de este último con la ruta nacional 65 al este, una línea que partiendo del puente del río Cochuna sigue hasta la junta del río Las Pavas y del río La Joya. A partir de este punto continúa con una línea hasta su intersección con el lugar en que el río Solco alcanza la cota de 1.000 metros, sobre el nivel del mar.

En el año 1972, mediante la Ley Provincial 3778/72 se ratifica la creación del parque, con los límites dados por la norma de 1965 y se asigna al Servicio de Parques Provinciales y Recursos Naturales Renovables el control y administración de este y otros parques provinciales.
En el año 1995, unas 10 000 ha. de la superficie planeada para el parque provincial, fueron efectivamente protegidas por el estado nacional, mediante la ley n.º 24526/95 creándose el Parque nacional Campo de los Alisos.

## Características generales
El parque tiene un gran valor desde el punto de vista paisajístico, situación que se evidencia en la promoción turística de la zona. Presenta entornos de alta montaña, abundancia de cursos de agua y una gran riqueza en términos de biodiversidad.

## Flora y fauna

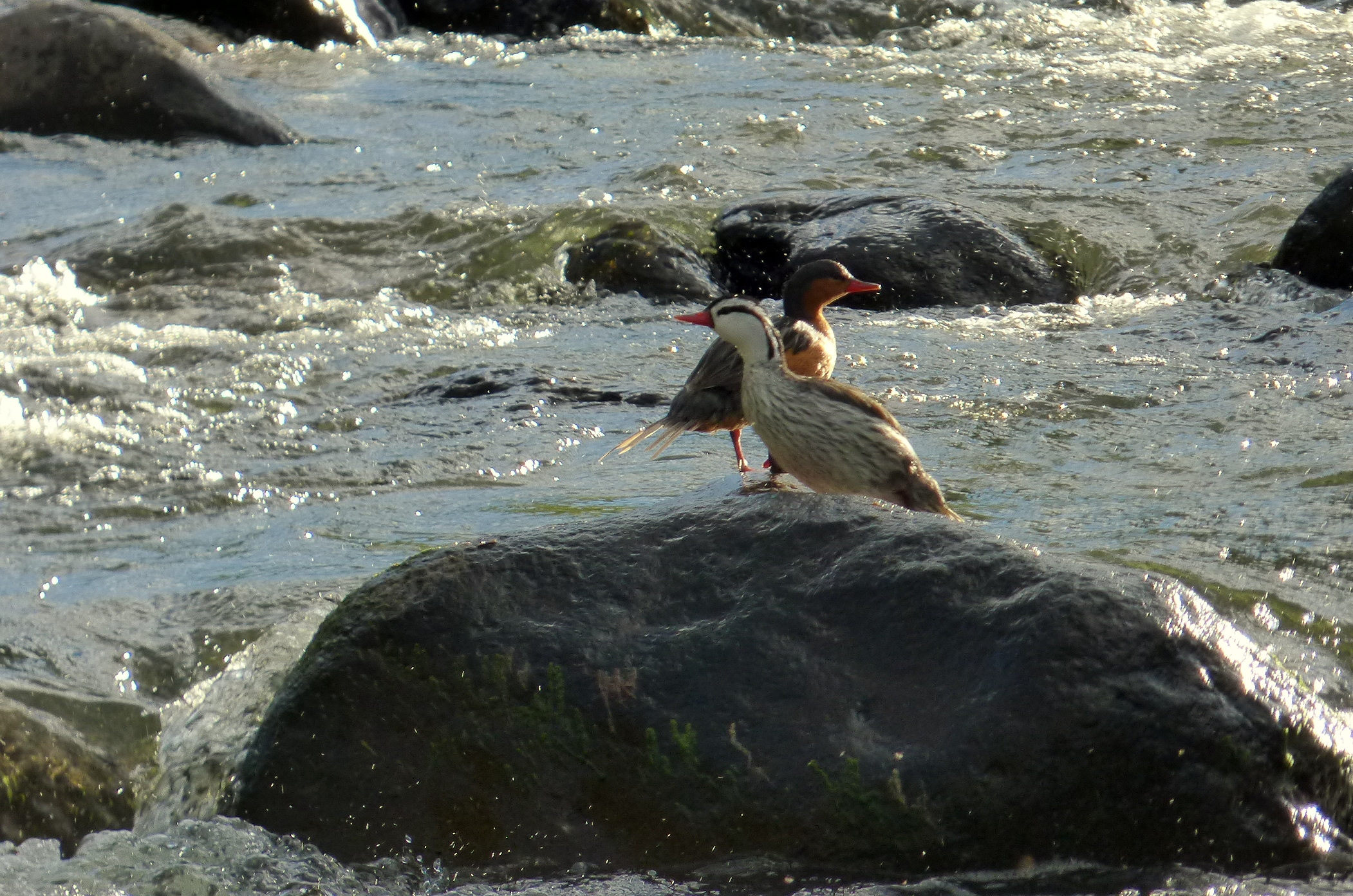
Pato de torrente (Merganetta armata).

Las especies arbóreas características son la tipa (Tipuana tipu), el cebil colorado (una variedad de Anadenanthera colubrina), el horco molle (Blepharocalyx salicifolius), el aliso (Alnus acuminata), la queñoa (Polylepis besseri) y el tomate de árbol (Cyphomandra betacea).
La zona es hábitat de chinchillones Lagidium viscacia) y se han observado ejemplares de gato montés (Leopardus geoffroyi), zorro de monte (Cerdocyon thous) y guazunco o corzuela (Mazama gouazoubira).
El área del río Cochuna tiene una gran riqueza ornitológica. Se ha registrado la presencia de ejemplares de jote cabeza negra (Coragyps atratus), pato de los torrentes (Merganetta armata), taguató común (Rupornis magnirostris), chimango (Milvago chimango), carancho (Caracara plancus), pava de monte común (Penelope obscura), torcaza (Zenaida auriculata), cotorra (Myiopsitta monachus), loro alisero (Amazona tucumana), calancate cara roja (Psittacara mitratus), viudita de río (Sayornis nigricans), golondrina barranquera (Pygochelidon cyanoleuca), zorzal colorado (Turdus rufiventris) y cachirla pálida (Anthus hellmayri).